# Пеховский, Осип Иванович
О́сип (Иосиф) Ива́нович Пехо́вский (1815—1891) — российский филолог, ординарный профессор Московского и Харьковского университетов.

## Биография
Сын бюргера. Римо-католик. Начальное образование получил дома, под руководством отца, самостоятельно изучал прусское земельное право, готовясь к профессии юриста. Осознав тщетность своих усилий овладеть судебным делом решил учиться в университете. Для этого поступил в Познанскую гимназию, где учился в течение трёх лет, 1833—1836 гг., и вследствие семейных обстоятельств отказался от намерения стать юристом и в 1837 году определился в число кандидатов дополнительного педагогического курса в Варшаве (т.н. «Прибавочные курсы»), где 2 года изучал филологические науки.
В 1839 году в числе лучших учеников он был направлен в Московский университет — на 3-й курс 1-го историко-филологического отделения философского факультета, где стал учеником Д. Л. Крюкова. Окончив университетский курс (1841) со степенью кандидата, был оставлен при педагогическом институте университета для приготовления к профессуре. По инициативе попечителя в августе 1843 года он был отправлен за границу для изучения римской словесности и древностей, слушал лекции по классическим наукам в Берлинском (1843—1846) и Лейпцигском (1846—1848) университетах.
По возвращении в Москву (август 1848), Пеховский принял российское подданство и начал преподавать латинский язык на юридическом факультете Московского университета, с 25 сентября 1849 года одновременно исполняя должность адъюнкта кафедры греческой словесности. В 1850 году был уволен, но в 1851 вновь определён на ту же должность. Защитив в 1853 году магистерскую диссертацию о «Послании Горация к Пизонам» («De Horatii Flacci Epistola ad Pisones», на латинском языке), он был утверждён в январе 1854 года в степени магистра и звании адъюнкта по кафедре греческой словесности, в июле 1854 года утверждён экстраординарным профессором. В апреле 1859 года стал исполнять должность ординарного профессора, а после защиты диссертации «De ironia Iliadis» Архивная копия от 13 ноября 2017 на Wayback Machine («Об иронии в Илиаде») и получении степени доктора греческой словесности в апреле 1868 года утверждён в звании ординарного профессора. Через год, 20 сентября 1869 года, вышел в отставку за выслугой 25 лет по собственному прошению. Переехал в Харьков и в 1870—1871 годах состоял «сторонним» преподавателем греческого языка в Харьковском университете; 9 октября 1871 года был назначен ординарным профессором университета по кафедре греческой словесности, в 1882 году получил звание заслуженного профессора, а в ноябре 1885 года вышел в отставку и уехал в Краков, а позднее — в Варшаву.
О. И. Пеховский был выдающимся знатоком искусства и быта народов классической древности; кроме диссертаций он автор следующих сочинений: «Что такое филология?» (ЖМНП. — 1872, Ч. 164, ноябрь, отд. II. — С. 1—56 и декабрь. — С. 17—42) и «Разбор „Эдипа-Царя“ Софокла» (ЖМНП. — 1870, Ч. 150, август, отд. II. — С. 240—285).